# Maria Anna Mozart
Pour les articles homonymes, voir Mozart.
Maria Anna Walburga Ignatia Mozart, née le 30 juillet 1751 à Salzbourg et morte le 29 octobre 1829 dans la même ville, surnommée Nannerl, est une compositrice, pianiste et claveciniste de l'époque classique. Fille de Leopold et d'Anna Maria Mozart, elle est la sœur aînée du compositeur Wolfgang Amadeus Mozart.

## Biographie

### Enfance

Maria Anna Mozart enfant, huile sur toile de 1762, par Pietro Antonio Lorenzoni.

À l’âge de 7 ans, son père, Leopold Mozart, commence à lui enseigner le clavecin. Elle a le potentiel d'une enfant prodige. Son père l'emmène alors dans plusieurs grandes villes, dont Vienne et Paris pour exploiter son talent. Elle est très tôt reconnue comme une excellente joueuse de clavecin et de piano-forte, l'ancêtre du piano actuel.

### Fin de carrière en raison de son statut de femme

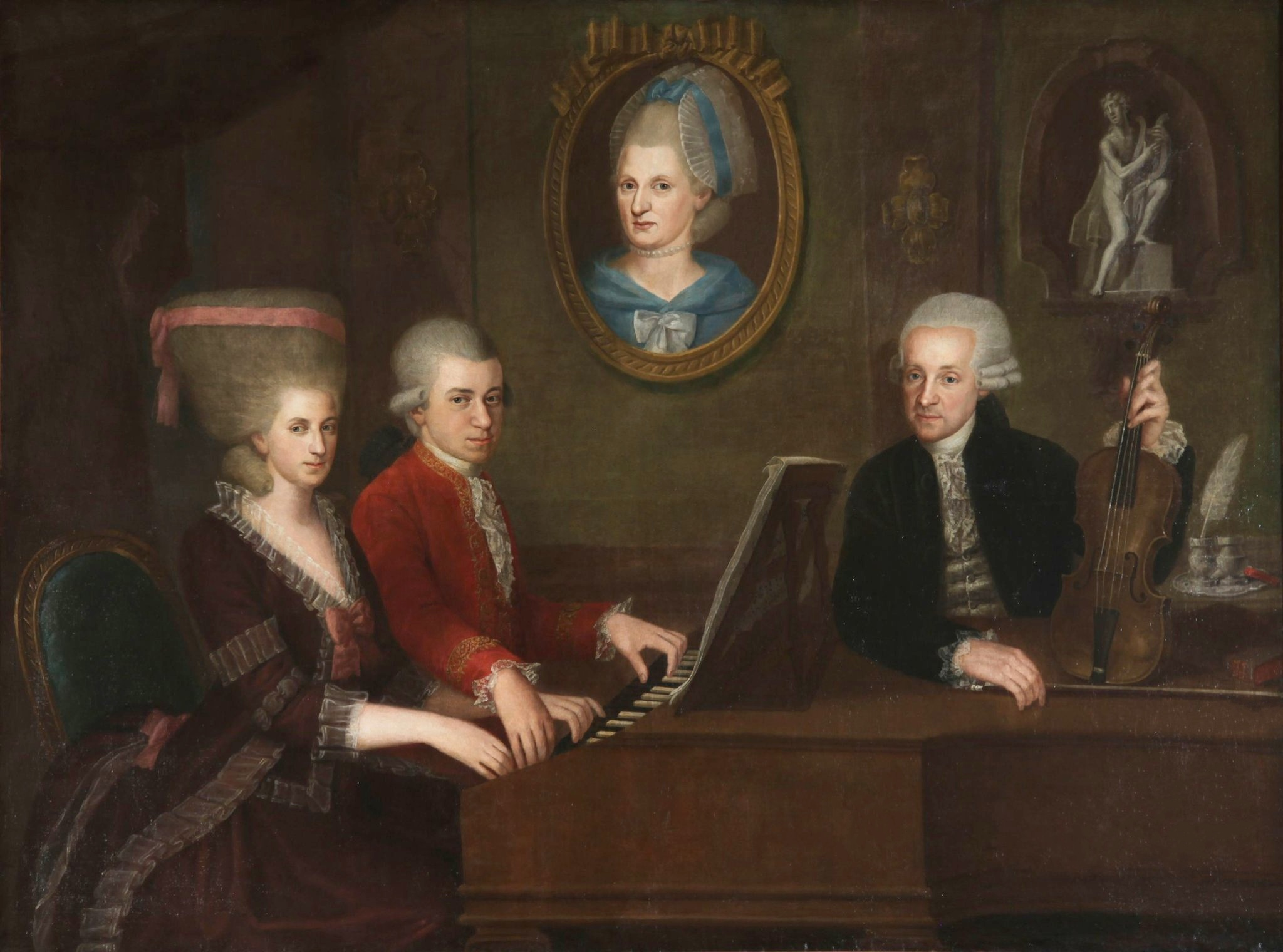
Maria Anna Mozart et Wolfgang Mozart jouant du clavecin, accompagnés par leur père Leopold. Tableau de Johann Nepomuk della Croce, vers 1780.

Cependant, selon le souhait de ses parents et l'usage de cette époque, il lui fut impossible de continuer une carrière en tant que musicienne. Selon l'encyclopédie musicale New Grove, « à partir de 1769 on ne lui a plus permis de montrer son talent artistique lors des voyages avec son frère, car elle avait atteint l'âge de se marier. »[réf. incomplète] On sait qu'elle composa elle-même des morceaux, car Wolfgang fait l'éloge de ces pièces dans sa correspondance avec Nannerl[réf. nécessaire]. Lors d'un concert, Wolfgang affirme que le morceau qu'il vient d'interpréter a été composé par sa sœur. Irrité et mécontent, Leopold ordonne à sa fille de ne plus écrire de musique, estimant qu'une femme ne peut devenir compositrice. Aucune de ses pièces n'a été publiée ni retrouvée,,,,,.

### Vie familiale
Wolfgang et Maria Anna sont très proches dans leur enfance, au point de développer un langage secret entre eux. Cependant, après la rébellion de Wolfgang contre son père, ils perdent contact et ne recommencent à se parler, de façon très formelle, qu'après la mort de Leopold.[réf. incomplète]. Elle se marie en 1784 avec un magistrat, Johann Baptist Franz von Berchtold zu Sonnenburg (1736-1801), dont elle n'est pas amoureuse[réf. nécessaire], trouvant toutefois agréable de porter un nom aristocratique. De cette union naissent un garçon et deux filles.
Nannerl s’occupe des enfants de la famille et leur enseigne la musique, néanmoins aucun ne deviendra musicien.
À la mort de son époux, en 1801, elle retourne vivre à Salzbourg, à deux pas de sa belle-sœur Constance Mozart qu'elle déteste, et gagne sa vie en donnant des cours de musique.
Sa santé décline et, après qu’elle fut devenue aveugle, Maria Anna Mozart meurt le 29 octobre 1829.

## Dans les arts
- Rita Charbonnier (it) a consacré à Maria Anna Mozart un roman, traduit en français en 2006 sous le titre La Sœur de Mozart.
- Les Confessions de Constance Mozart, roman d'Isabelle Duquesnoy, en poche dans la collection Points-Seuil. Préface du Mozarteum.
- Dans Mozart, l'opéra rock, elle est interprétée par Maeva Méline.
- Dans Nannerl, la sœur de Mozart, film de René Féret sorti en 2010, elle est interprétée par Marie Féret.